# Badou Zaki
Badou Zaki (arabisch بادو الزاكي, DMG Bādū az-Zākī; * 2. April 1959 in Sidi Kacem) ist ein marokkanischer Fußballtrainer und früherer -spieler. Bei der Wahl zu Afrikas Torhüter des Jahrhunderts wurde er hinter Joseph-Antoine Bell, Thomas N’Kono und Sadok Sassi auf Platz 4 gewählt.

## Spielerkarriere

### Verein
Zaki spielte zu Beginn seiner Karriere für die AS Salé, ehe er 1978 zum frisch gekürten Meister Wydad Casablanca wechselte. Doch für die nächste Meisterschaft dauerte es bis 1986, als der Torhüter bereits seine achte Saison für den Verein spielte und zwischenzeitlich schon zweimal den nationalen Pokal gewann. In seiner letzten und erfolgreichsten Saison wurde er von France Football auch zu Afrikas Fußballer des Jahres gewählt. Danach wechselte er zum spanischen Erstligaaufsteiger RCD Mallorca. Nach Abschluss der damals in Spanien letztmals ausgespielten Meisterschaftsgruppe erreichte er mit seinem neuen Klub in der ersten Saison einen hervorragenden 6. Tabellenplatz. In der Folgesaison 1987/88 konnte das gute Ergebnis jedoch nicht bestätigt werden und Mallorca musste als Drittletzter den Gang in die zweite Liga antreten. Dort erreichte der Marokkaner mit seiner Mannschaft den 4. Tabellenplatz. Im anschließenden Aufstiegsplayoff setzte sich der Klub gegen Espanyol Barcelona mit 2:1 nach 2 Spielen durch und besiegelte neben deren Abstieg auch den eigenen sofortigen Wiederaufstieg. In den folgenden beiden Jahren hielt sich Badou Zaki mit seiner Mannschaft stets im Mittelfeld der Tabelle auf. Erst in der Saison 1991/92 stagnierten Mallorcas Leistungen erneut. Mit nur 30 erzielten Treffern in 38 Ligapartien wurde die Mannschaft des Torhüters Tabellenletzter und stieg wieder ab. Zaki war nicht mehr die Nummer 1 im Tor und verließ den Klub noch während dieser Saison. Bei FUS de Rabat ließ er von 1992 bis 1993 seine Karriere in seinem Heimatland ausklingen.

### Nationalmannschaft
Für die Marokkanische Fußballnationalmannschaft spielte Zaki unter anderem bei der Fußball-Weltmeisterschaft 1986 in Mexiko. Dort unterlag er mit seiner Mannschaft im Achtelfinale den Deutschen, die durch ein Tor von Lothar Matthäus mit 1:0 gewannen.

## Trainerkarriere
Zakis erste Trainerstation war FUS de Rabat, wo er auch als Spieler zuletzt tätig war. Bis 1996 trainierte er mit Wydad Casablanca und AS Salé ebenfalls zwei seiner ehemaligen Vereine. Von 1996 bis 1998 war der ehemalige Torhüter beim Ligakonkurrenten Chabab Mohammédia im Amt, ehe er zu Casablanca zurückkehrte. Nach weiteren Stationen bei Kawkab Marrakesch und Maghreb Fez übernahm er 2002 den Posten als Nationaltrainer Marokkos. Nachdem er mit seinem Team jedoch in der Qualifikation zur Fußball-Weltmeisterschaft 2006 gescheitert war, trat er von diesem Amt zurück. In der Saison 2006/07 war Zaki nochmals für Marrakesch tätig, ehe er 2008 bereits zum dritten Mal das Traineramt von Wydad Casablanca übernahm. Am 2. Mai 2014 übernahm er erneut den Posten des marokkanischen Nationaltrainers. Ihm wurden Mustapha Hadji und Saïd Chiba (spielten beide bei der WM 1998) als Assistenten und Khalid Fouhami (Torwart bei der CAN 2004) als Torwarttrainer zur Seite gestellt.

## Titel
- als Spieler:
  - Afrikas Fußballer des Jahres: 1986
  - Marokkanischer Pokalsieger: 1979 und 1981
  - Marokkanischer Meister: 1986